# Parafomoria
Parafomoria là một chi bướm đêm thuộc họ Nepticulidae.

## Các loài
- Parafomoria cistivora  (Peyerimhoff 1871)
- Parafomoria fumanae A. & Z. Lastuvka 2005
- Parafomoria halimivora van Nieukerken 1985
- Parafomoria helianthemella  (Herrich-Schaffer 1860)
- Parafomoria ladaniphila  (Mendes 1910)
- Parafomoria liguricella  (Klimesch 1946)
- Parafomoria pseudocistivora van Nieukerken 1983
- Parafomoria tingitella  (Walsingham 1904)